# Bouglon
 Bouglon  es una población y comuna francesa, en la región de Aquitania, departamento de Lot y Garona, en el distrito de Marmande y cantón de Bouglon.

## Demografía
| 573 | 540 | 516 | 503 | 532 | 528 | 571 | 573 | 604 | 600 | 633 | 643 |
| Para los censos de 1962 a 1999 la población legal corresponde a la población sin duplicidades (Fuente: INSEE [Consultar]) |     |     |     |     |     |     |     |     |     |     |     |